# ماوریس کاستلو
ماوریس کاستلو (انگلیسی: Maurice Costello؛ ۲۲ فوریهٔ ۱۸۷۷ – ۲۹ اکتبر ۱۹۵۰) یک هنرپیشه اهل ایالات متحده آمریکا بود.

## بخشی از فیلمشناسی
از فیلم‌ها یا برنامه‌های تلویزیونی که وی در آن نقش داشته است می‌توان به آثار زیر اشاره کرد.
- آنتونیوس و کلئوپاترا (فیلم ۱۹۰۸) (۱۹۰۸)
- بینوایان (فیلم ۱۹۰۹) (۱۹۰۹)
- رؤیای شب نیمه تابستان (فیلم ۱۹۰۹) (۱۹۰۹)
- داستان دو شهر (فیلم ۱۹۱۱) (۱۹۱۱)
- کمیل (فیلم ۱۹۲۶) (۱۹۲۶)
- آقای اسمیت به واشنگتن می‌رود (۱۹۳۹)
- دهه پرشور بیست (۱۹۳۹)
- بانویی از لوئیزیانا (۱۹۴۱)